# Santuario della Madonna delle Lacrime (Dongo)
Il Santuario della Madonna delle Lacrime, conosciuto anche come Santa Maria del Fiume, è un luogo di culto cattolico situato lungo il tratto della Strada statale 340 dir Regina transitante per il centro di Dongo. L'edificio è annoverato nell'elenco dei santuari e templi votivi della Diocesi di Como.

## Origini del nome
Il nome del santuario si deve a una lacrimazione mariana che sarebbe avvenuta il 6 settembre 1553, interessando la statua di una Vergine col Bambino conservata in un'edicola votiva posta sull'argine del torrente Albano, per questo nota come Madonna del Fiume.

## Storia
Il santuario venne costruito in onore di un'effigie mariana chiamata Madonna delle Lacrime (nota nella zona come Madonna del Miracolo). Il nucleo della chiesa venne costruito nel 1553, mentre nel 1602 vennero realizzate le cappelle dell'Ultima Cena e della Crocefissione di Gesù.
Il 5 aprile 1614 il santuario venne affidato ai frati minori di san Francesco d'Assisi, che cinque anni più tardi realizzarono le cappelle dedicate ai santi Francesco e Antonio di Padova.
Il 21 ottobre 1945, la venerata effigie venne incoronata dall'arcivescovo di Milano cardinale Ildefonso Schuster, in ringraziamento per la conclusione del secondo conflitto mondiale.
Dopo oltre 400 anni di gestione francescana, nel 2017 l'amministrazione del santuario passò alla Diocesi di Como.

## Descrizione

### Esterni
Introdotto da un porticato a tre arcate, il santuario è annesso a un ex-convento francescano che comprende un orto recintato da edicole affrescate.

### Interni
Internamente, il santuario ospita numerosi dipinti. Quelli dell'area presbiteriale, datati 1599, sono di Giovanni Domenico Caresana. Ad Andrea Gabasio si devono invece gli affreschi delle cappelle dell'Ultima Cena e della Crocefissione (1603), cappelle che ospitano una serie di Seicentesche statue in legno.